# Alexarc de Corint
Alexarc de Corint (llatí Alexarchus, grec Ἀλέξαρχος) fou un cap militar de Corint. El 412 aC, mentre els espartans fortificaven Decèlia a l'Àtica, va ser posat al front de 600 hoplites corintis que van ser enviats a Sicília.